# ビクトリーライガー
ビクトリーライガーは、タカラトミー（旧トミー）より発売されている『ゾイド』のビデオゲームシリーズに登場するゲームオリジナル機体のひとつであり、またその背景設定に登場する架空の兵器である。

## 機体解説
| ビクトリーライガー VICTORY LIGER | ビクトリーライガー VICTORY LIGER                 |
| -------------------------------- | ------------------------------------------------ |
| 番号                             | 不明                                             |
| 所属                             | ZiGコーポレーション                              |
| 分類                             | ライオン型                                       |
| 全長                             | 27.0m                                            |
| 全高                             | 不明                                             |
| 重量                             | 95.0t                                            |
| 最高速度                         | 300km/h                                          |
| 武装                             | ドリルスピアー ビクトリーキャノン ソニッククロー |

ZOIDS SAGA FUZORSに登場する主人公機。
先代のZiGコーポレーション社長であった主人公の父親が設計したゾイド。
白と赤を基調としたライオン型ゾイドで、特徴的な武装は背部のドリルスピアーとビクトリーキャノン。
ビクトリーの名はこの武装がV字型に配置されることから名付けられたとされている。
それぞれの武装展開時には専用のフェイスカバーが配置される。
武装・装備
ドリルスピアー
ビクトリーライガーの背部に装備する。
ビクトリーキャノン
ビクトリーライガーの背部に装備する。
ソニッククロー
四肢の爪。

## バリエーション

### W（ウイング）ビクトリーライガー
| Wビクトリーライガー W VICTORY LIGER | Wビクトリーライガー W VICTORY LIGER             |
| ----------------------------------- | ----------------------------------------------- |
| 番号                                | 不明                                            |
| 所属                                | ZiGコーポレーション                             |
| 分類                                | ユニゾンゾイド                                  |
| 全長                                | 32.0m                                           |
| 全高                                | 不明                                            |
| 重量                                | 180.0t                                          |
| 最高速度                            | 350km/h                                         |
| 武装                                | ハイパーVキャノン クローミサイル ソニッククロー |

ビクトリーライガーとビクトリーレックスがユニゾンしたゾイド。
元々ビクトリーレックスはビクトリーライガーとのユニゾンを前提として開発されたゾイドのため、この形態が本来の姿とも言える。
ユニゾンによって火力が大幅に向上し飛行が可能となった。
武装・装備
ハイパーVキャノン
クローミサイル
ソニッククロー
四肢の爪。